# Liste der National Historic Landmarks in Iowa
Diese vollständige Liste der National Historic Landmarks in Iowa führt alle Objekte und Stätten im US-amerikanischen Bundesstaat Iowa auf, die in diesem US-Bundesstaat als National Historic Landmark (NHL) eingestuft sind und unter der Aufsicht des National Park Service stehen. Diese Bauwerke, Distrikte, Objekte und andere Stätten entsprechen bestimmten Kriterien hinsichtlich ihrer nationalen Bedeutung. Diese Liste führt die Objekte nach den amtlichen Bezeichnungen im National Register of Historic Places.

## Legende
| NHL  | National Historic Landmark          |
| NHLD | National Historic Landmark District |

## Derzeitige NHLs in Iowa
|    | Name der Stätte                                          | Bild | Jahr          | Ort                                             | County                   | Beschreibung |
| -- | -------------------------------------------------------- | ---- | ------------- | ----------------------------------------------- | ------------------------ | --- |
| 1  | Amana Colonies                                           |      | 23. Juni 1965 | Middle Amana                                    | Iowa                     | Gemeinde Amana Villages, alte und moderne. |
| 2  | Blood Run Site                                           |      | 29. Aug. 1970 | Granite, IA und Shindlar, SD                    | Lyon, IA und Lincoln, SD | Diese archäologische Stätte liegt teilweise im Bundesstaat South Dakota. |
| 3  | Grenville M. Dodge House                                 |      | 5. Nov. 1961  | Council Bluffs 41° 15′ 18,5″ N, 95° 50′ 53,3″ W | Pottawattamie            | Wohnhaus von Grenville M. Dodge. |
| 4  | Dubuque County Jail                                      |      | 28. Mai 1987  | Dubuque 42° 30′ 5,5″ N, 90° 39′ 52,9″ W         | Dubuque County           | Das alte Gefängnis der Stadt. |
| 5  | The Farm House (Knapp-Wilson House)                      |      | 19. Juli 1964 | Ames 42° 1′ 41,1″ N, 93° 38′ 32″ W              | Story                    | Wohnhaus des Lehrers Seagram A. Knapp und des U.S. Secretary of Agriculture James Wilson, nun ein Campus der Iowa State University.                                             |
| 6  | Fort Des Moines Provisional Army Officer Training School |      | 30. Mai 1974  | Des Moines                                      | Polk                     | Frühere Ausbildungseinrichtung für afroamerikanische Offiziere im Ersten Weltkrieg.                                                                                             |
| 7  | GEORGE M. VERITY (tugboat)                               |      | 20. Dez. 1989 | Keokuk 40° 23′ 28,6″ N, 91° 22′ 21″ W           | Lee                      | Einer der drei noch existierenden dampfgetriebenen Schlepper in den Vereinigten Staaten; dieses Schiff war auf dem oberen Mississippi tätig.                                    |
| 8  | William P. Hepburn House                                 |      | 8. Dez. 1976  | Clarinda 40° 44′ 28,7″ N, 95° 2′ 7,9″ W         | Page                     | Wohnhaus von William P. Hepburn. |
| 9  | Reverend George B. Hitchcock House                       |      | 17. Feb. 2006 | Lewis                                           | Cass                     | Wohnhaus von George B. Hitchcock. |
| 10 | Herbert Hoover Birthplace                                |      | 23. Juni 1965 | West Branch                                     | Cedar                    | Das aus zwei Zimmern bestehende Gebäude ist das Geburtshaus von Herbert Hoover, dem 31. Präsidenten den Vereinigten Staaten.                                                    |
| 11 | Indian Village Site (Witrock)                            |      | 19. Juli 1964 | Sutherland                                      | O’Brien                  | Eine archäologische Stätte. |
| 12 | LONE STAR (Schleppdampfer)                               |      | 20. Dez. 1989 | LeClaire 41° 36′ 19,3″ N, 90° 19′ 43,2″ W       | Scott                    | Schlepper |
| 13 | Merchants' National Bank                                 |      | 7. Jan. 1976  | Grinnell 41° 44′ 32,2″ N, 92° 43′ 32,9″ W       | Poweshiek                | Ein von Louis Sullivan entworfene ehemalige Bank-Gebäude. |
| 14 | Julien Dubuque's Mines                                   |      | 4. Nov. 1993  | Dubuque                                         | Dubuque County           | Historischer Bezirk mit dem Grabmal von Julien Dubuque und der archäologische Stätte mit den frühen Bergwerken der Region.                                                      |
| 15 | Iowa Old Capitol                                         |      | 7. Jan. 1976  | Iowa City 41° 39′ 33,9″ N, 91° 32′ 8,3″ W       | Johnson                  | Eines von fünf Gebäuden in Pentacrest. |
| 16 | Phipps Site                                              |      | 19. Juli 1964 | Cherokee                                        | Cherokee                 | Eine archäologische Stätte. |
| 17 | SERGEANT FLOYD (tugboat)                                 |      | 5. Mai 1989   | Sioux City 42° 29′ 57,4″ N, 96° 28′ 21,1″ W     | Woodbury                 | Einer von nur drei noch existierenden mit Dampf angetriebene Schleppern in den Vereinigten Staaten                                                                              |
| 18 | Sergeant Floyd Monument                                  |      | 30. Juni 1960 | Sioux City 42° 27′ 38,4″ N, 96° 22′ 39,1″ W     | Woodbury                 | Denkmal für das einzige Mitglied von der 1805 Lewis-und-Clark-Expedition, das während der Reise starb. Dabei handelt es sich um die erste National Historic Landmark überhaupt. |
| 19 | Terrace Hill                                             |      | 31. Juli 2003 | Des Moines                                      | Polk                     | Das Herrenhaus des Gouverneurs auf einem Hügel in der heutigen Innenstadt von Des Moines, Iowa.                                                                                 |
| 20 | Toolesboro Mound Group                                   |      | 23. Mai 1966  | Toolesboro                                      | Louisa                   | Gebiet mit mehreren Mounds. |
| 21 | Van Allen Building                                       |      | 7. Jan. 1976  | Clinton 41° 50′ 28,4″ N, 90° 11′ 17,6″ W        | Clinton                  | Von Louis Sullivan entworfenes Gebäude, heute befinden sich darin Wohnungen und Geschäfte.                                                                                      |
| 22 | James B. Weaver House                                    |      | 15. Mai 1975  | Bloomfield 40° 45′ 11,2″ N, 92° 24′ 44″ W       | Davis                    | Wohnhaus von James B. Weaver |
| 23 | WILLIAM M. BLACK (Bagger)                                |      | 27. Apr. 1992 | Dubuque 42° 29′ 37,1″ N, 90° 39′ 37,4″ W        | Dubuque                  | Seitenradschaufelbagger des U.S. Corps of Engineers |
| 24 | Woodbury County Courthouse                               |      | 19. Juni 1996 | Sioux City                                      | Woodbury                 | Altes Courthouse im Stil der Prairie School. |

## Ehemalige Iowa NHLs
- President (Dampfschiff) ehemals in Davenport, Iowa, wurde nach Mississippi und später nach Alton (Illinois) verlegt.

## National Park Service Gebiete in Iowa
- Effigy Mounds National Monument
- Herbert Hoover National Historic Site (auch eine NHL, oben)